# テレビ朝日日曜朝7時30分枠の連続ドラマ
テレビ朝日日曜朝7時30分枠の連続ドラマ（テレビあさひにちようあさ7じ30ふんわくのれんぞくドラマ）はテレビ朝日系列で1997年4月6日から2017年9月24日まで毎週日曜日7:30 - 8:00に放送されたテレビドラマの放送枠である。

## 概要
1997年4月の改編に伴い、東映制作の特撮テレビドラマ「スーパー戦隊シリーズ」（『電磁戦隊メガレンジャー』）が平日の大型番組『スーパーJチャンネル』開始により金曜17時台後半より移動の上、放送時間を25分から30分に拡大する事で本枠が成立した。同じく東映制作の特撮テレビドラマ枠（メタルヒーローシリーズ→仮面ライダーシリーズ）となっていた日曜8時台前半と合わせて「スーパーヒーロータイム」枠が成立、また2007年3月4日から2011年1月いっぱいまでは前後の時間帯のテレビアニメも含め、日曜7:00 - 9:00の子供向け番組ゾーンが「ニチアサキッズタイム」として設定されていたが、いずれの場合も本枠はスーパーヒーロータイム・ニチアサキッズタイムに内包される形で存続していた。
2017年秋の改編で、本時間帯も含めた日曜早朝に情報番組「サンデーLIVE!!」（5:50 - 8:30。テレビ朝日・朝日放送テレビ・メ〜テレ共同制作）が新設されるのに伴い、その時点で放送中であった『宇宙戦隊キュウレンジャー』も2時間繰り下げとなる日曜9時台後半に移動。『機動刑事ジバン』以来28年半ぶりに連続ドラマ枠が復活することとなった。本時間帯におけるテレビドラマ作品の、累計での放送期間は実に20年半、放送回数は1015回にも及んだ。
各番組の放送期間は1年間であった。

## 放映リスト
- 電磁戦隊メガレンジャー（1997年4月6日 - 1998年2月15日）※金曜 17:30 - 17:55から移動。
- 星獣戦隊ギンガマン（1998年2月22日 - 1999年2月14日）
- 救急戦隊ゴーゴーファイブ（1999年2月21日 - 2000年2月6日）
- 未来戦隊タイムレンジャー（2000年2月13日 - 2001年2月11日）
- 百獣戦隊ガオレンジャー（2001年2月18日 - 2002年2月10日）
- 忍風戦隊ハリケンジャー（2002年2月17日 - 2003年2月9日）
- 爆竜戦隊アバレンジャー（2003年2月16日 - 2004年2月8日）
- 特捜戦隊デカレンジャー（2004年2月15日 - 2005年2月6日）
- 魔法戦隊マジレンジャー（2005年2月13日 - 2006年2月12日）
- 轟轟戦隊ボウケンジャー（2006年2月19日 - 2007年2月11日）
- 獣拳戦隊ゲキレンジャー（2007年2月18日 - 2008年2月10日）
- 炎神戦隊ゴーオンジャー（2008年2月17日 - 2009年2月8日）
- 侍戦隊シンケンジャー（2009年2月15日 - 2010年2月7日）
- 天装戦隊ゴセイジャー（2010年2月14日 - 2011年2月6日）
- 海賊戦隊ゴーカイジャー（2011年2月13日 - 2012年2月19日）
- 特命戦隊ゴーバスターズ（2012年2月26日 - 2013年2月10日）
- 獣電戦隊キョウリュウジャー（2013年2月17日 - 2014年2月9日）
- 烈車戦隊トッキュウジャー（2014年2月16日 - 2015年2月15日）
- 手裏剣戦隊ニンニンジャー（2015年2月22日 - 2016年2月7日）
- 動物戦隊ジュウオウジャー（2016年2月14日 - 2017年2月5日）
- 宇宙戦隊キュウレンジャー（2017年2月12日 - 9月24日）※日曜 9:30 - 10:00へ移動。

## ネット局
| 放送対象地域   | 放送局           | 系列           | 放送日時         | ネット状況 | 備考   |
| -------------- | ---------------- | -------------- | ---------------- | ---------- | ------ |
| 関東広域圏     | テレビ朝日       | テレビ朝日系列 | 日曜 7:30 - 8:00 | 制作局     | 制作局 |
| 北海道         | 北海道テレビ     | テレビ朝日系列 | 日曜 7:30 - 8:00 | 同時ネット |        |
| 青森県         | 青森朝日放送     | テレビ朝日系列 | 日曜 7:30 - 8:00 | 同時ネット |        |
| 岩手県         | 岩手朝日テレビ   | テレビ朝日系列 | 日曜 7:30 - 8:00 | 同時ネット |        |
| 宮城県         | 東日本放送       | テレビ朝日系列 | 日曜 7:30 - 8:00 | 同時ネット |        |
| 秋田県         | 秋田朝日放送     | テレビ朝日系列 | 日曜 7:30 - 8:00 | 同時ネット |        |
| 山形県         | 山形テレビ       | テレビ朝日系列 | 日曜 7:30 - 8:00 | 同時ネット |        |
| 福島県         | 福島放送         | テレビ朝日系列 | 日曜 7:30 - 8:00 | 同時ネット |        |
| 新潟県         | 新潟テレビ21     | テレビ朝日系列 | 日曜 7:30 - 8:00 | 同時ネット |        |
| 長野県         | 長野朝日放送     | テレビ朝日系列 | 日曜 7:30 - 8:00 | 同時ネット |        |
| 静岡県         | 静岡朝日テレビ   | テレビ朝日系列 | 日曜 7:30 - 8:00 | 同時ネット | [ 1 ]  |
| 石川県         | 北陸朝日放送     | テレビ朝日系列 | 日曜 7:30 - 8:00 | 同時ネット |        |
| 中京広域圏     | 名古屋テレビ     | テレビ朝日系列 | 日曜 7:30 - 8:00 | 同時ネット |        |
| 近畿広域圏     | 朝日放送         | テレビ朝日系列 | 日曜 7:30 - 8:00 | 同時ネット | [ 2 ]  |
| 広島県         | 広島ホームテレビ | テレビ朝日系列 | 日曜 7:30 - 8:00 | 同時ネット |        |
| 山口県         | 山口朝日放送     | テレビ朝日系列 | 日曜 7:30 - 8:00 | 同時ネット |        |
| 香川県・岡山県 | 瀬戸内海放送     | テレビ朝日系列 | 日曜 7:30 - 8:00 | 同時ネット |        |
| 愛媛県         | 愛媛朝日テレビ   | テレビ朝日系列 | 日曜 7:30 - 8:00 | 同時ネット |        |
| 福岡県         | 九州朝日放送     | テレビ朝日系列 | 日曜 7:30 - 8:00 | 同時ネット |        |
| 長崎県         | 長崎文化放送     | テレビ朝日系列 | 日曜 7:30 - 8:00 | 同時ネット |        |
| 熊本県         | 熊本朝日放送     | テレビ朝日系列 | 日曜 7:30 - 8:00 | 同時ネット |        |
| 大分県         | 大分朝日放送     | テレビ朝日系列 | 日曜 7:30 - 8:00 | 同時ネット |        |
| 鹿児島県       | 鹿児島放送       | テレビ朝日系列 | 日曜 7:30 - 8:00 | 同時ネット |        |
| 沖縄県         | 琉球朝日放送     | テレビ朝日系列 | 日曜 7:30 - 8:00 | 同時ネット |        |